# Культурна спадщина Сербії
Культурна спадщина Сербії (серб. Непокретна културна добра (НКД) / Nepokretna kulturna dobra (NKD); дослівно «Нерухомі культурні цінності») — об'єкти культурної спадщини Сербії (включно з Косово) які захищені сербським Законом про культурну спадщину. Деякі з них також входять до списку об'єктів Світової спадщини ЮНЕСКО в Сербії.

## Загальна характеристика
Збереженням і захистом об'єктів культурної спадщини в Сербії займається Національний інститут із захисту пам'яток культури. Інститут складає Центральний реєстр об'єктів культурної спадщини.
Центральний реєстр Національного інституту по захисту пам'яток культури в даний час налічує 2409 нерухомих культурних цінностей, з яких 2110 — культурні пам'ятки, 72 — пам'ятки стосовно історичних осіб, 156 — археологічних пам'яток і 71 — знаменні місця. Категорію нерухомих культурних цінностей має 782 об'єктів, з яких 200 має велике значення, і значимих 582. Серед нерухомої культурної спадщини, що має велике значення 155 культурних пам'яток, 11 фізичних культурних та історичних пам'яток, 18 археологічних пам'яток і 16 , що являють інтерес, у тому числі нерухомої культурної спадщини, що має велике значення 512 культурних пам'яток, 28 фізичних культурних та історичних пам'яток, 25 археологічних пам'яток і 17 відомих (пам'ятники) особливої культурної та історичної значущості.

## Культурна спадщина Сербії виняткової важливості
Це об'єкти найвищого рівня державного захисту, як це визначено законом. Для того, щоб бути в цьому списку, об'єкти культурної спадщини повинні відповідати принаймні одному з таких критеріїв:
- Втілює особливу значимість, що відноситься до соціального, історичного та культурного розвитку народів в історії і розвитку природного середовища країни ;
- Свідок важливих історичних подій в  історії країни;
- Є унікальним або рідкісним явищем людської творчості певного періоду часу або унікальний приклад з природної історії;
- Володіє винятковою художньою або естетичною цінністю.

## Заувага
Косово є предметом територіальної суперечки між Республікою Сербією та Республікою Косово. Республіка Косово в односторонньому порядку проголосила незалежність 17 лютого 2008, але Сербія стверджує, що це частина її суверенної території. Два уряди почали нормалізувати відносини в 2013 році, в рамках Угоди Брюсселя. Косово було визнано 108 з 193 держав-членів Організації Об'єднаних Націй.